# La Saint-Firmin

La Saint-Firmin est un film français de court métrage réalisé en 1963 par Robert Destanque et sorti en 1964.

## Synopsis
A Pampelune, la fête de Saint-Firmin.

## Fiche technique
- Titre : La Saint-Firmin
- Réalisation : Robert Destanque
- Coopérateur technique	: Raymond Bellour
- Photographie : Pierre Willemin - Jean Elissalde
- Musique : Jean-Pierre Mirouze
- Montage : Catherine Bachollet
- Producteur : Robert Destanque
- Pays d'origine : France
- Format : Couleur - 35 mm
- Durée : 30 minutes
- Date de sortie : 1964

## Distribution
- Voix de Gilles Quéant

## Récompense
- 1964 : Prix Jean-Vigo